# Pinocchio (série télévisée d'animation, 1976)
Pour les articles homonymes, voir Pinocchio (homonymie).
Pinocchio (ピコリーノの冒険, Pikorīno no Bōken, littéralement Les Aventures de Piccolino) est une série animée nippo-allemande en 52 épisodes créée en 1976. 
Basée sur Les Aventures de Pinocchio de l'écrivain italien Carlo Collodi paru en 1881, elle a été diffusée pour la première fois en France le 20 septembre 1980 sur Antenne 2 dans l'émission Récré A2.

## Synopsis
Un jour, un vieil homme nommé Geppetto décide de mettre fin à la solitude qu'il éprouve, malgré la compagnie de Giuletta, sa chatte. Il décide donc de sculpter un pantin auquel il donne le nom de Pinocchio.
À la grande surprise de la maisonnée, la marionnette se révèle être vivante. Mais Pinocchio n'est pas du genre à rester immobile sans rien faire. Ainsi débutent ses aventures.

## Fiche technique
- Titre original : ピノキオより ピコリーノの冒険 (Pinocchio Yori : Piccolino No bôken / Pinocchio?)
- Titre français : Pinocchio
- Réalisation : Masaharu Endô, Hiroshi Saitō
- Bible littéraire : Masao Maruyama
- Scénario : Marty Murphy, Yan Yamazaki, Hiroshi Kaneko, Masao Maruyama, d'après Les Aventures de Pinocchio de Carlo Collodi
- Direction artistique : Masahiro Ioka
- Conception des personnages : Marty Murphy, Seiji Endô
- Animation : Takao Ogawa, Michiyo Sakurai, Kôichi Murata, Hayao Nobe
- Photographie : Keishichi Kuroki
- Musique : Yasushi Nakamura (version originale), Karel Svoboda (version française) 
  - Générique interprété par Kumiko Ôsugi et Young Fresh (version originale), Danielle Licari (version française)
- Production : 	Kôichi Motohashi
- Sociétés de production : 	Nippon Animation, Apollo Film
- Sociétés de distribution : Asahi Broadcasting Corporation (Japon), ZDF (Allemagne), Antenne 2 (France)
- Pays de production :  Japon /  Allemagne de l'Ouest
- Langue originale : japonais / allemand
- Format : couleur - 35 mm - 1,33:1 - son mono
- Genre : animation, aventures
- Nombre de saisons : 1
- Nombre d'épisodes : 52
- Durée : 26 minutes
- Dates de première diffusion :
  - Japon : 27 avril 1976 (TV Asahi)
  - Allemagne de l'Ouest : 8 septembre 1977 (KiKA)
  - France : 20 septembre 1980 (Antenne 2)

## Distribution

### Voix japonaises
- Masako Nozawa : Piccolino (Pinocchio)
- Junji Chiba : Geppetto
- Miyoko Asô : Giuletta
- Kaneta Kimotsuki : Rocko
- Kazuko Sugiyama : Gina
- Mami Koyama : la fée
- Sanji Hase : le renard
- Ichirô Nagai : le chat

### Voix allemandes
- Helga Anders : Pinocchio
- Willy Friedrichs : Geppetto
- Monika John : Giuletta
- Harald Baerow : Rocko
- Christa Häussler : Gina
- Ursula Wolff : la fée
- Fred Maire : le renard
- Michael Rüth : le chat
- Peter Capell : le cocher
- Herbert Weicker : Mangiafuoco / le juge

### Voix françaises
- Guylaine Gibert : Pinocchio
- Robert Roanne : Geppetto
- Suzanne Colin : Giuletta la chatte
- Alain Louis : Rocko le pivert
- Josiane Gibert : Gina la cane
- Nadine Gandibleu : la fée
- Jean Musin Grand : le renard
- J. Poecks : le chat

Doublage réalisé par Euro Inter Films (Québec), adaptation : Guy Gibert, direction artistique : Guy Gibert et Josiane Gibert.

## Épisodes
1. Comment Pinocchio vint au monde (ピコリーノの誕生, Pikorīno no tanjō?)
2. Le gros œuf devient cane (町は大騒ぎ, Machi ha oosawagi?)
3. Dansez marionnettes, dansez (人形芝居小屋へ行こう, Ningyō shibai koya he iko u?)
4. Où est Gepetto ? (ぼくは大スター, Bokuha dai sutā?)
5. L'Auberge sinistre (おどろおどろの赤エビ屋, Odoroodorono aka ebi ya?)
6. Chez la bonne fée (ルリ色髪の少女, Ruri shoku kami no shōjo?)
7. Le Long Nez de Pinocchio (ボクいい子になるんだ, Bokui iko ninarunda?)
8. Les Arbres à pièces d'or (ふしぎの野原, Fushigino nohara?)
9. Gepetto reçoit une visite (仙女の白い小さな家, Sen onna no shiroi chiisa na ie?)
10. Les Devoirs de Pinocchio (ぼく勉強するんだ！, Boku benkyō surunda!?)
11. Devant le juge en chef (いんちき裁判, Inchiki saiban?)
12. Encore des ennuis avec les devoirs (まぬけおとしの町ってなあに, Manukeotoshino machittenaani?)
13. Aventure nocturne (夜遊びは楽しいな, Yoasobi ha tanoshi ina?)
14. Quand Pinocchio devient chien de garde (ピコリーノ番犬になる（前）, Pikorīno banken ninaru (mae)?)
15. Les Belettes rusées (ピコリーノ番犬になる（後）, Pikorīno banken ninaru (nochi)?)
16. Gepetto est-il malade ? (笑う大蛇, Warau orochi?)
17. Voyage sur un pigeon (仙女さまがいなくなった, Sen onna samagainakunatta?)
18. La Fée disparue (空の旅, Sora no tabi?)
19. À la recherche (空から落ちたジーナ, Aka raochi ta Jīna?)
20. La Ville des dauphins (ゼペット爺さんがいた, Zepetto-jīsan gaita?)
21. Seul sur la mer (イルカの海の町へ, Iruka no umi no machi he?)
22. Le Beau Sauvetage (イルカのおともだち, Iruka no otomodachi?)
23. Tombé dans le filet (のら犬のアリドーロ, Nora inu no aridōro?)
24. Au village des abeilles travailleuses (ぼく働くんだ！, Boku hatarakunda!?)
25. La Bataille avec les fantômes (泥棒退治, Dorobō taiji?)
26. Au secours des tortues (海亀さんとの約束, Umi kame santono yakusoku?)
27. Comment Pinocchio put enrichir un cordonnier (靴屋修業, Kutsuya shugyō?)
28. Un petit âne comme premier prix (ピコリーノのマラソン大会, Pikorīno no marason taikai?)
29. Une promesse faite à la légère (ロバのドンキー, Roba no Donkī?)
30. Attaque nocturne à l'auberge (宿屋のドロボー騒ぎ, Yadoya no dorobo sawagi?)
31. Où l'on retrouve Rocco (ロッコとの再会, Rokko tono saikai?)
32. La Tour mystérieuse (不思議なカタツムリ, Fushigi na katatsumuri?)
33. Le Voyage en ballon (風船旅行, Fūsen ryokō?)
34. Pinocchio et les Sangliers (ピコリーノがカカシになった, Pikorīno ga kakashi ninatta?)
35. La Montre en or (盗まれた金時計, Nusuma reta kindokei?)
36. Pinocchio perdra-t-il sa montre ? (ぼくの宝物, Bokuno takaramono?)
37. Roméo le vagabond (ロメオという少年, Romeo toiu shōnen?)
38. Viens avec nous au Pays des jouets (おもちゃの国へ行く馬車, Omochano kuni he iku basha?)
39. Petits manèges et grand bruit (素晴しいおもちゃの国, Subarashī omochano kuni?)
40. Cauchemar à l'aube (ロバになったピコリーノ, Roba ninatta Pikorīno?)
41. Vendu au cirque (サーカス一座の仲間達, Sākasu ichiza no nakamatachi?)
42. Trois ânes en vedette (ジーナの宝物, Jīna no takaramono?)
43. Au secours, au feu (ロバの曲芸, Roba no kyokugei?)
44. La Vieille Rosetta (ロゼッタおばあさん, Rozetta-obaasan?)
45. L'Orgue de Barbarie volé (おばあさんの息子, Obaasan no musuko?)
46. Un gorille et deux canailles (ゴリラのおうち, Gorira no ōchi?)
47. La Grotte mystérieuse (秘密のほら穴, Himitsu nohora ana?)
48. Chez les bûcherons et les écureuils (リスの親子, Risu no oyako?)
49. Une traversée mouvementée (おじいさんにあいたい, Ojī-san ni aitai?)
50. Dans le ventre de la baleine (クジラのおなか, Kujira no onaka?)
51. Où l'on retrouve Gepetto (おうちに帰ろうよ, Ōchini kaero uyo?)
52. Enfin à la maison (いつまでもいつまでも, Itsumademoitsumademo?)